# William Grebe
William F. Grebe (Chicago, Illinois, 9 de març de 1869 - Chicago, 29 de juny de 1960) va ser un tirador d'esgrima estatunidenc de primers del segle xx.
El 1904 va prendre part en els Jocs Olímpics de Saint Louis, on guanyà dues medalles en les competicions d'esgrima: la de plata en la modalitat de Sabre, i la de bronze en singlestick. També disputà la prova de floret, però quedà eliminat en la primera ronda.
El 1906 va guanyar el campionat nacional dels Estats Units en espasa.